# John Salley
John Thomas Salley (* 16. Mai 1964 in New York) ist ein ehemaliger US-amerikanischer Basketballspieler und Schauspieler.

## Spielerkarriere
John Salley begann seine Karriere am Georgia Institute of Technology, wo er für die „Yellow Jackets“ spielte. Mit insgesamt 243 geblockten Würfen hält er den Rekord an der Georgia Tech. Nachdem Salley 1986 bei den NBA-Drafts an elfter Stelle von den Detroit Pistons ausgewählt worden war, wechselte er in die nordamerikanische Profiliga. In den folgenden 14 Jahren spielte Salley unter anderem für die Detroit Pistons, Chicago Bulls sowie die Los Angeles Lakers. In diesem Zeitraum konnte er vier Mal die NBA-Meisterschaft gewinnen, kam auf 748 Einsätze und erzielte dabei 5228 Punkte. Salley ist der erste NBA-Spieler, der mit drei verschiedenen Vereinen die Meisterschaft errang.
1996 stand Salley für einen kleinen Zeitraum beim griechischen Rekordmeister Panathinaikos Athen unter Vertrag.

## Filmkarriere
Neben seiner Spielerkarriere war Salley auch als Schauspieler aktiv. Die bekanntesten Filme waren dabei Bad Boys – Harte Jungs, Bad Boys II sowie Eddie.
Von 2019 bis 2020 spielt er die Rolle des Fletcher in L.A.’s Finest.

## Erfolge
- NBA-Meisterschaft: 1989, 1990, 1996, 2000